# Сен-Фержё (Верхняя Сона)
Сен-Фержё (фр. Saint-Ferjeux) — коммуна во Франции, находится в регионе Франш-Конте. Департамент — Верхняя Сона. Входит в состав кантона Виллерсексель. Округ коммуны — Люр.
Код INSEE коммуны — 70462.

## География
Коммуна расположена приблизительно в 350 км к юго-востоку от Парижа, в 50 км северо-восточнее Безансона, в 28 км к востоку от Везуля.

## История
Во время Великой французской революции коммуна называлась Валь-ле-Граммон (фр. Val-de-Grâmmont).

## Население
Население коммуны на 2010 год составляло 80 человек.
| 1962 | 1968 | 1975 | 1982 | 1990 | 1999 | 2010 |
| ---- | ---- | ---- | ---- | ---- | ---- | ---- |
| 41   | 42   | 67   | 64   | 98   | 78   | 80   |

## Экономика

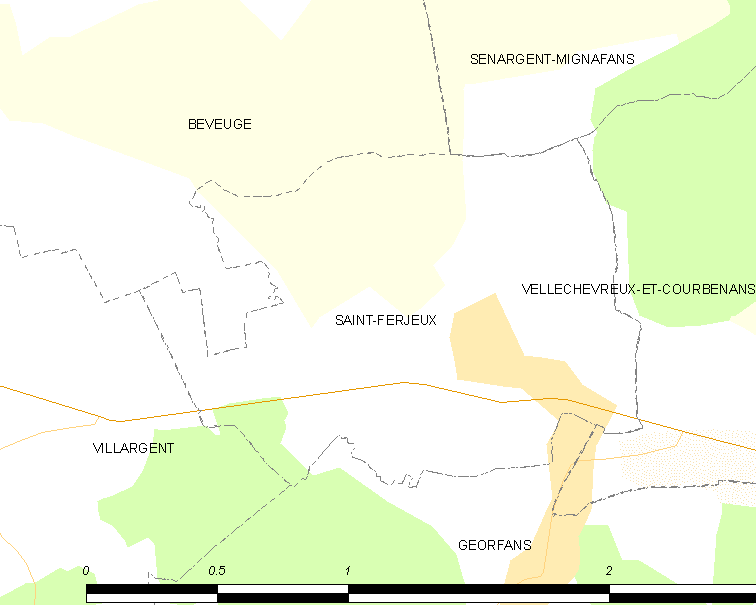
Карта коммуны

В 2010 году среди 49 человек трудоспособного возраста (15—64 лет) 36 были экономически активными, 13 — неактивными (показатель активности — 73,5 %, в 1999 году было 61,0 %). Из 36 активных жителей работали 34 человека (20 мужчин и 14 женщин), безработных было 2 (1 мужчина и 1 женщина). Среди 13 неактивных 2 человека были учениками или студентами, 6 — пенсионерами, 5 были неактивными по другим причинам.